# Tabalak
Tabalak este o comună rurală din departamentul Abalak, regiunea Tahoua, Niger, cu o populație de 12.999 de locuitori (2001).